# Robert Friedl
Robert Friedl (* 2. Juni 1963 in Salzburg) ist ein österreichischer Saxophonist (Sopransaxophon, Altsaxophon, Klarinette) und Komponist.

## Leben
Friedl begann 1974 eine klassische Klarinettenausbildung, die zu einem ersten Preis im Bundeswettbewerb Jugend musiziert 1981 führte. Ein Studium der Klarinette am Mozarteum in Salzburg, das er sechzehnjährig begonnen hatte, schloss er 1987 mit dem Diplom als Konzertklarinettist ab. Danach studierte er Musikpädagogik. Als klassischer Klarinettist trat er mit dem Mozarteum Orchester Salzburg und bei Orchesterkonzerten in England, Kanada und Italien auf.
Bereits während seines Studiums kam Friedl mit der Improvisations-, World- und Jazzmusik in Berührung. Er studierte Saxophon am Jazzkonservatorium Wien und besuchte zahlreiche Workshops u. a. bei Sal Nistico, Bill Dobbins und Herbie Hancock. Mit dem Robert Friedl Quartett erhielt er beim zweiten internationalen Jazzwettbewerb in Mauterndorf den zweiten Solistenpreis.
Durch die Zusammenarbeit mit Alegre Corrêa wurde sein Interesse für interkulturelle Musik geweckt. Mit der afrikanisch-orientalischen World-Music-Gruppe Kakilambe entstand Mitte der 1990er Jahre das Album Tiki ti Tiki; mit dem brasilianischen Gitarristen Pedro Tagliani nahm Friedl 2002 das Album Duets auf.
Als Mitglied mehrerer österreichischer Bigbands wie des Austrian Jazzorchestra (unter  Leitung von Erich Kleinschuster), der Lee Harper Little Big Band und der Gruppe Nouvelle Cuisine absolvierte er internationale Tourneen. Er ist Lead-Saxophonist der Lungau Big Band und des Upper Austrian Jazz Orchestra (Album Deference to Anton Bruckner) und Mitglied der internationalen Jazz Big Band Graz (Urban Folktales, 2011).
Als Sideman trat Friedl mit Musikern wie Diane Schuur, Toninho Horta, Ray Charles, Randy Brecker, Bob Mintzer, Bobby Shew und Slide Hampton auf.
Daneben ist Friedl auch als Komponist aktiv. An Alben wie Soulmiles, The Monk's Progress und Thomas Bernhard groovt war er als Bigbandkomponist und Arrangeur beteiligt. 2006 entstand die Musik zu dem Musical Nannerls Traumreise. Mit den 4 Sketches for Trombone Quartet entstand erstmals ein klassisches Musikwerk.